# Kamienna Góra
Kamienna Góra (dříve německy Landeshut in Schlesien, počeštěně Lanžhot, nyní častěji Kamenná Hora) je město v polském Dolnoslezském vojvodství. Město leží v kotlině řeky Bóbr na úpatí Vraních hor, přibližně 12 km od českých hranic. Kamienna Góra je sídlem okresu a žije zde přibližně 18 tisíc obyvatel.

## Historie

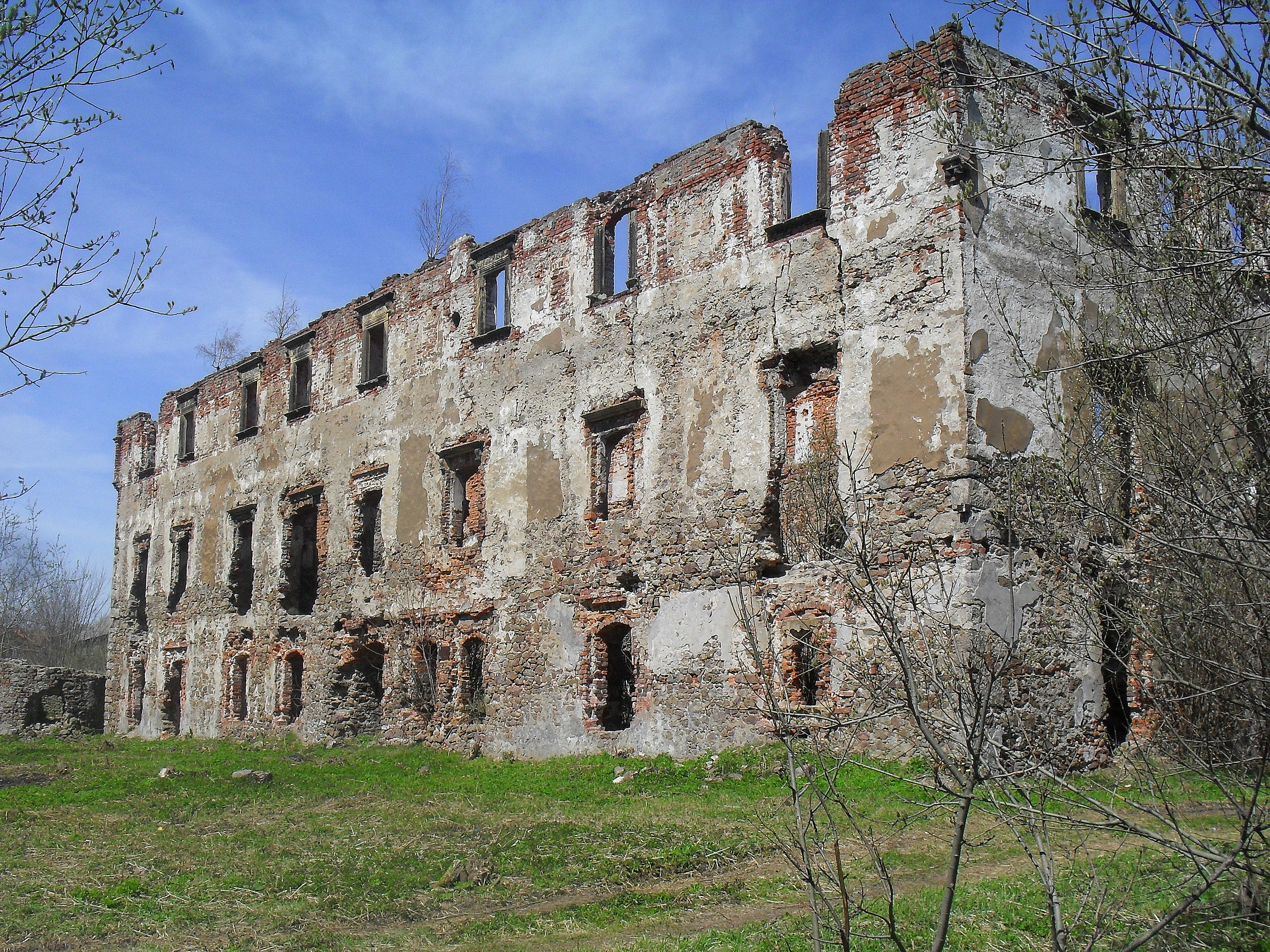
Ruina zámku Grodztwo (2012)

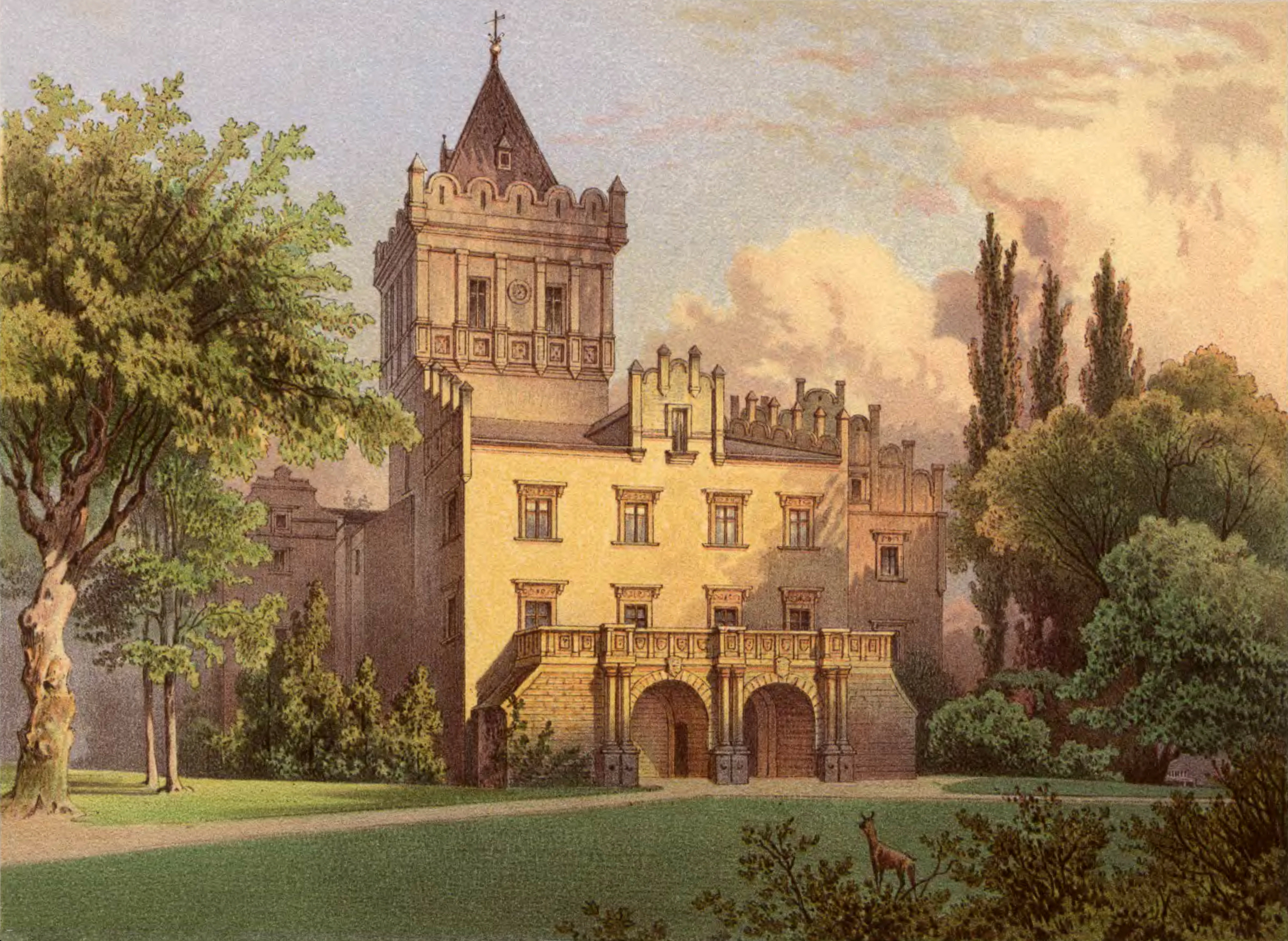
Zámek Grodztwo (Kreppelhof) kolem roku 1850

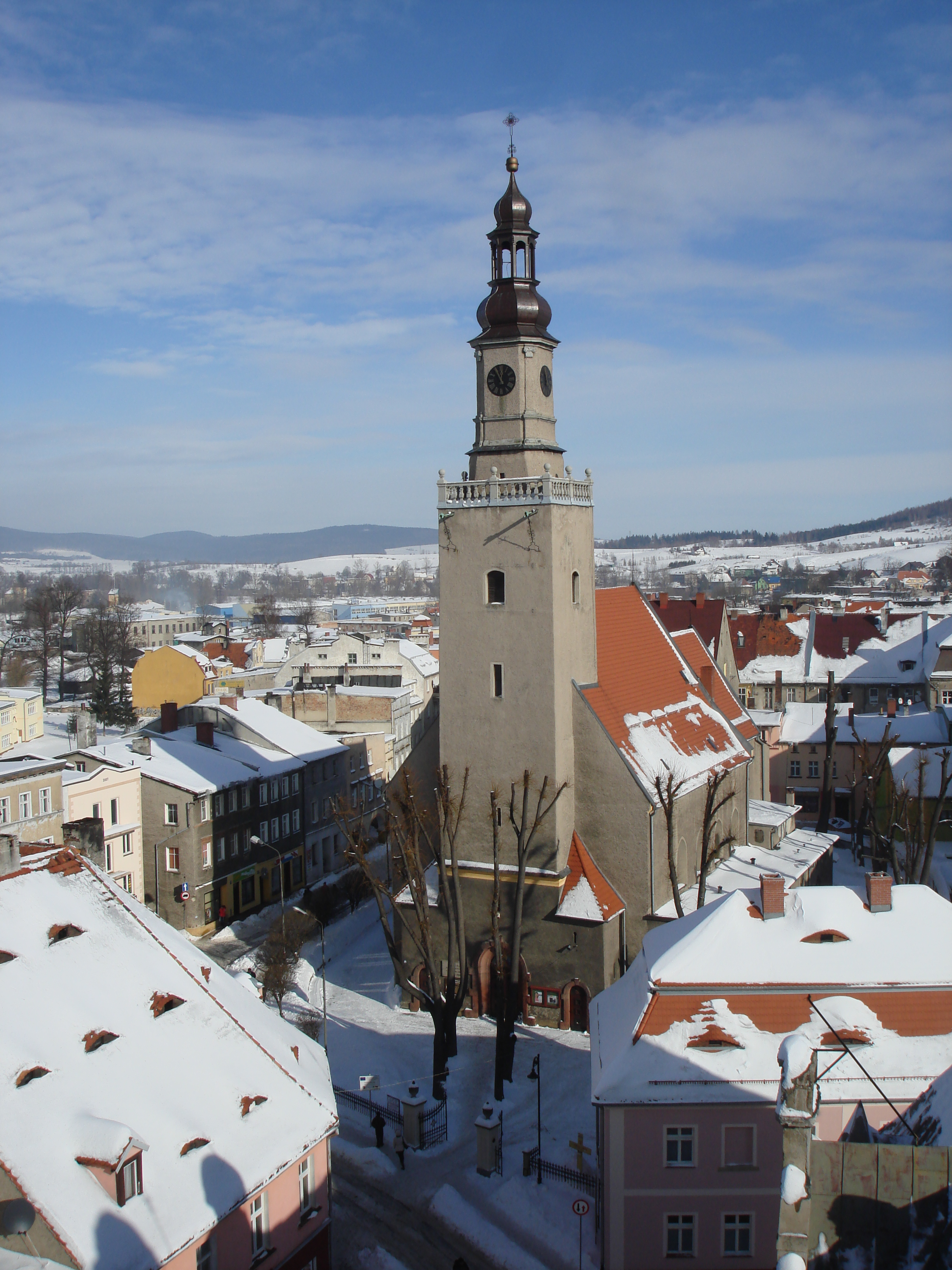
Kostel svatých apoštolů Petra a Pavla

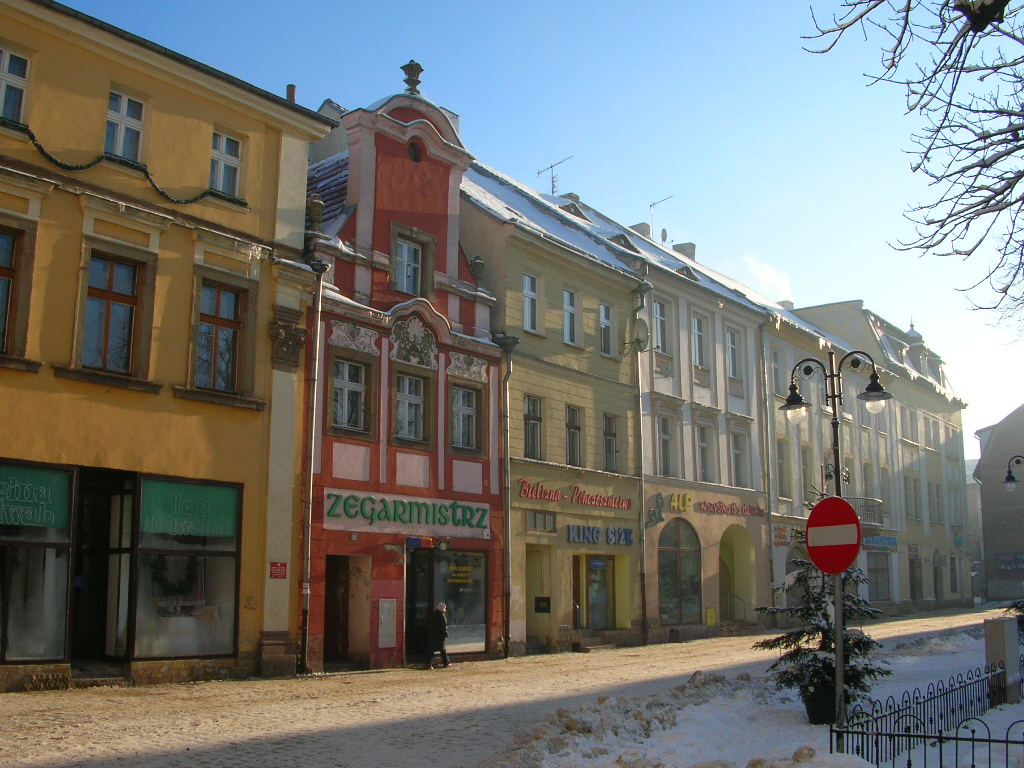
Rynek v zimě

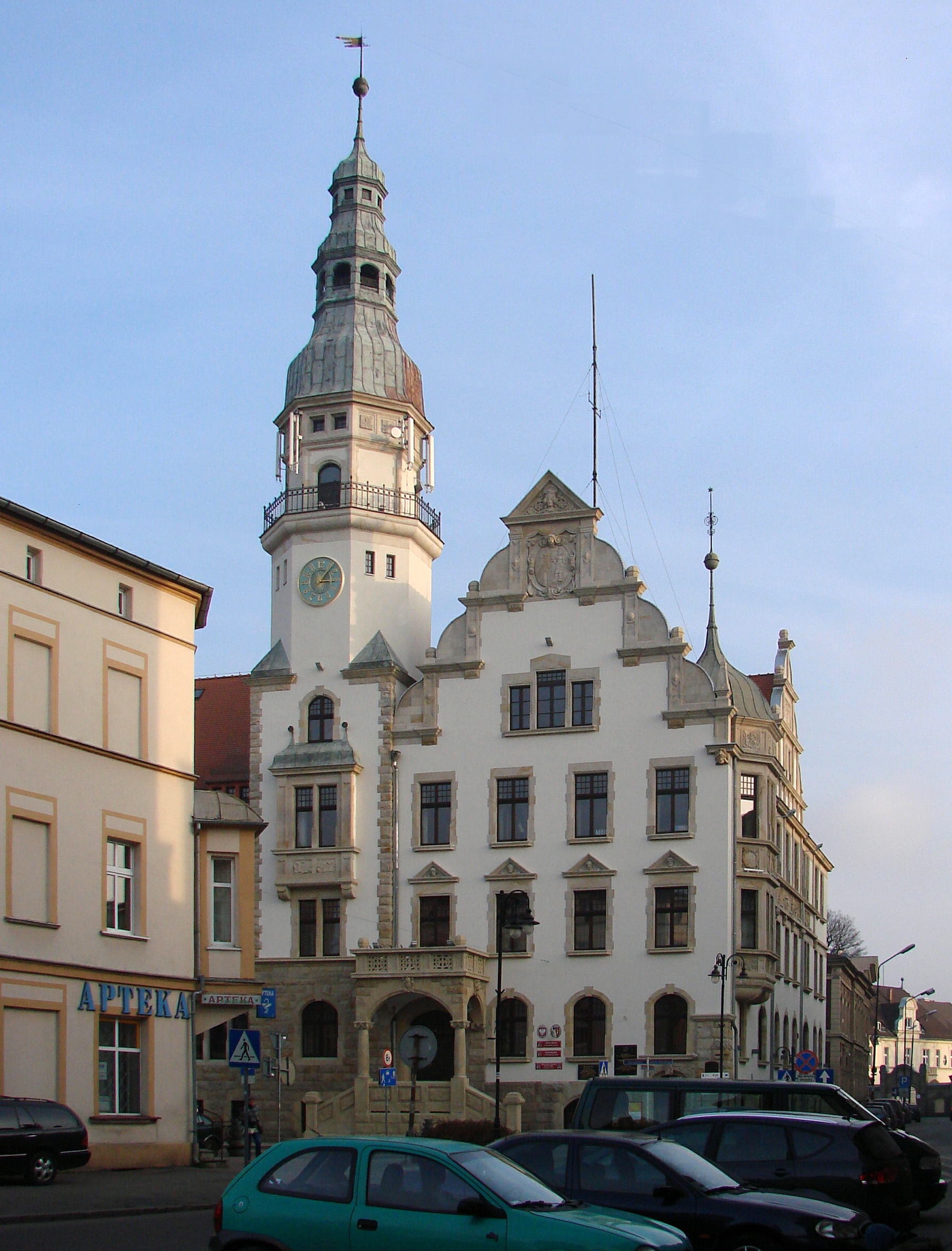
Radnice

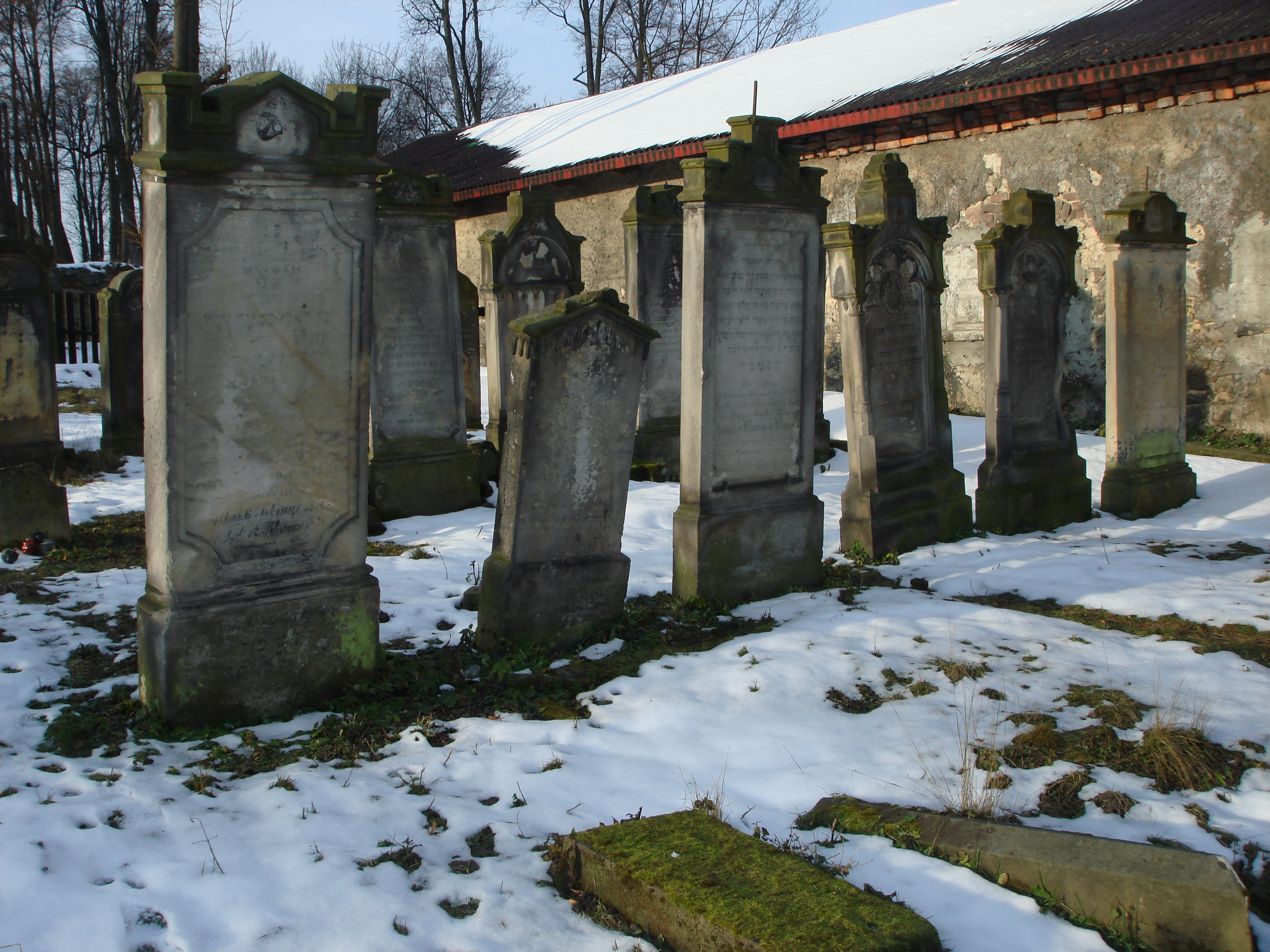
Židovský hřbitov

První písemné zmínky o osadě pocházejí ze 13. století: roku 1254 ji kníže Boleslav II. Lehnický daroval benediktinům Opatovického kláštera, kteří se podíleli na kolonizaci hraničního lesnatého území. Roku 1289 kníže Jindřich I. Bradatý vesnici od benediktinů odkoupil a zbudoval na Zámecké hoře kamenný hrad, který dal obci jméno. Roku 1292 obdržela Kamienna Góra městská práva, v letech 1334–1341 dostalo město mílové právo, právo vaření piva a obchodu se solí. Za husitských válek bylo město v letech 1426 a 1446 husity dvakrát vypleněno. V 16. století město prosperovalo díky celní stanici, obchodu a řemeslům, především tkalcovství (plátenictví), na základech hradu byl vystavěn zámek. Od roku 1365 patřilo město k České koruně. Roku 1477 je král Vladislav Jagellonský postoupil Hanuši Welflovi z Varnsdorfu († 1489), hejtmanovi knížectví kladského. Za třicetileté války (stejně jako ve válkách předchozích a pozdějších) město pro svou strategickou hraniční polohu trpělo zpustošením.
Hned v první válce o slezské dědictví roku 1742 císařovna Marie Terezie musela město postoupit pruskému králi. Roku 1760 se zde odehrála jedna z bitev sedmileté války, nazvaná Pruské Thermopyly, protože skončila dílčím rakouským vítězstvím.
Roku 1869 byla do města přivedena železniční trať Sędzisław–Lubawka, rozvíjel se tkalcovský a hedvábnický průmysl. Za druhé světové války zde byla dislokována německá továrna na kuličková ložiska a pobočka koncentračního tábora Gross-Rosen. Město bylo vybombardováno, zámek od té doby zůstal pustý a roku 1964 vyhořel. V květnu 1945 město osvobodil 1. ukrajinský front maršála Koněva společně s 27. pěším plukem polské armády. Německé obyvatelstvo se během roku 1945 vystěhovalo.

## Památky
- Ruiny zámku Grodztwo (Kreppelhof) - zámek při věži středověkého hradu v letech 1565-1560 zbudovali Schaffgotschové, v polovině 18. století jej zbarokizovali noví majitelé z rodu Stolberg-Wernigerode, jimž patřil až do roku 1945; novogotická úprava z poloviny 19. století je zachycena na obraze; roku 1951 byl zámek zapsán do seznamu nemovitých kulturních památek, roku 1964 vyhořel a od té doby stále chátrá
- Kostel sv. apoštolů Petra a Pavla – založen roku 1295; trojlodní barokní bazilika s gotickým závěrem z 1. poloviny 16. století
- Kostel Panny Marie Růžencové – barokní, původně evangelický chrám s bočními emporami, architekt Martin Frantz, jeden z tzv. kostelů milosti; uvnitř pozdně gotický oltář s reliéfem sv. Anny Samotřetí; nyní katolický
- Radnice – renesanční z roku 1564, přestavěná v 70. letech 19. století v novorenesančním slohu
- Rynek – historické náměstí s renesančními a barokními měšťanskými domy
- Židovský hřbitov – založen v 1. polovině 19. století
- Železniční nádraží – novogotická budova z roku 1869
- Obelisk z roku 1880 – památník protinapoleonské koalice polských a ruských vojsk, která se zde spojila 10. srpna 1813

## Rodáci
- Carl Gotthard Langhans (1732–1808), architekt pruského klasicismu, mj. projektoval bažantnici zámku v hornoslezské Pštině
- Gottfried Semper (1732–1808), architekt, historik a teoretik umění

## Partnerská města
- Ikast
- Trutnov
- Vierzon
- Wolfenbüttel
- Bitterfeld-Wolfen
- Dvůr Králové nad Labem
- Ščirec